# SOUL EATER角色列表
瑪莉‧穆尼亞
瑪莉
弗藍肯‧斯坦
斯坦 
美拉‧奈古絲
奈古絲
梅杜莎
艾璐卡‧弗洛葛
艾璐卡
自由（魔眼之男）
鼠寶
亞拉克涅
摩司基德
索爾
諾亞
安琪拉‧雷恩
安琪拉
米夫內
布蕾亞
白光之星
Excalibur
恐怖蜘蛛
伊波恩
大久保篤的漫畫作品《SOUL EATER》裡的登場人物介紹。〔日語原文 / 英語譯文〕
※備註：有標示「※」的介紹內容為動畫版原創的部分。

## 死武專學生

### 龍牙戰士（SPARTOI）
漫畫61話決定組成，62話正式成立。為了對抗狂氣勢力將精銳的死武專學生組成的。成員為參予打倒恐怖蜘蛛的學生，且學生職人由一星晉升為二星，成員制服改為白色裝扮。由斯坦因取的名字，希臘語從田裡冒出來的意思，是指為了消除龍的狂氣而將龍牙播種在田裡卻因此冒出了骷髏騎士。另一個名稱是死武專少年隊。

### 隊伍
為了對抗鬼神復活，將學生分成小組好使用共鳴連鎖的力量。三個職人為一組，目前在漫畫中出現的似乎只有摩訶‧亞爾邦組跟歐克斯組這兩個隊伍。

### 小隊（主角群）
龍牙戰士中的小隊：成員為瑪嘉、Black-star、Kid，以及其三人的武器搭檔，其中能感受他人靈魂波長並帶領配合同伴的瑪嘉被斯坦認定為小隊隊長。
- 瑪嘉〔マカ/ Maka〕（聲：日本：小見川千明（動畫）；臺灣：陶敏嫻；香港：曾秀清）

本作品女主角之一，也是第一女主角。13-14歲（動畫第四集提到Black Star在十三年前被帶回死武專，而瑪嘉是在Black Star被領養的同一天出生）
全名瑪嘉‧艾爾邦。與噬魂(Soul Eater)組成一對組合的少女職人。父親是武器Death Scythe，母親則是製造Death Scythe的職人，是個有武器血統的混血兒，有日本血統。成績優異，無論甚麼時候都想認真學習的努力型優等生，但行事作風卻比較偏向憑直覺跟靈魂行動。性格好強單純認真且勇氣十足，常關心他人，愛看書，不喜歡吃生魚，不懂音樂，很喜歡樂曲"PONPOKO舞"而整天欣賞，被Soul Eater形容音樂修養很低。發怒的時候會用書脊和手刀攻擊別人。擁有傳承自母親的特別的靈魂波長，能夠劃破黑暗驅逐邪惡的「退魔波長」。雖然年輕但她能使出鐮刀職人的傳統絕技「魔女狩獵」，以及成長習得的「魔人狩獵」甚至最後決戰中使出的「鬼神狩獵」。瑪嘉將母親視為自己的讀書的模範，由於一場誤會，父親本人花心且對瑪嘉「用意不良」，因而對父親很冷漠，然而在內心最深處其實還是關心她的父親，曾經使用父親Death Scythe級別的證件偷借了自己沒有權限位於第四級資料區的伊波恩之書影抄本（瑪嘉的學生證件只能借到第一級的資料），在被死神發現並打算懲處她時向死神表示說這件事都是她的錯跟她爸爸沒有關係。有戰勝恐懼的勇氣，其靈魂是4千5百萬人中才有一個的「天使型」，純淨漂亮且為稀少的（在漫畫後期在經過訓練後可以透過噬魂將翅膀具象化長出羽翼飛行），強韌的靈魂不容易受到迷惑及動搖，但也有脆弱的一面。瑪嘉最突出的能力就是「魂感知能力」，在漫畫中有明顯逐漸增強的傾向，「魂感知能力」配合「退魔波長」會更強大，被認為未來很有可能會發展出與B‧J一樣可以偵測出隱匿魔女行蹤的“靈魂保護罩”的能力，並可能會偵測出鬼神的所在地，因此她被諾亞與美杜莎兩個勢力視為眼中釘，諾亞還曾派出賈斯丁‧洛以及歌斐來暗殺瑪嘉打算將她的靈魂收藏進伊波恩之書。
漫畫62話讓soul成為死神武器，也成為了二星職人，但同時也被狂氣的勢力盯上。在聖劍詢問下（遊戲劇情）得知喜歡的數字是6（絕招6文字狩獵的6）。
瑪嘉的表現愈來愈活躍，以魂感知能力確認鬼神躲在月球上，在最後的月面作戰更發揮出極強的戰力，令陷於苦戰的斯坦、父親（死神之鐮）等長輩感到欣慰
在與吞噬鬼神變得極為強大的古洛那戰鬥時與Black Star一同身中古洛那的Rose Thorns Storm被古洛那的波長影響，導致靈魂波長無法與他人契合使瑪嘉與Black Star無法使用自己的武器，陷入絕境時瑪嘉使用父親死神之鐮進行戰鬥，由於與父親具有親子間的羈絆無法被可樂那的波長破壞，兩人發揮出強大的戰力壓制住古洛那，他們的話語也導致古洛那最後被鬼神阿修羅所反噬。
在鬼神阿修羅壓倒性的力量面前，瑪嘉與噬魂體內黑血全開（但已不會失控），雖仍處於下風，但在地面的斯坦、死人、魔女等人的協助下，以及奇多、黑☆星的牽制，瑪嘉成功使用「鬼神狩獵」擊中鬼神，並進入鬼神體內。
在鬼神體內找到古洛那的靈魂，並表示信任古洛那，成功勸其歸回正道。最後更在奇多、黑☆星、古洛那等人的協助下，從鬼神體內逃出並順勢將其擊敗。
※ 瑪嘉因為繼承父親Death Scythe的武器血統，在動畫51集中與鬼神戰鬥中在失去意識時自己發動「職人武器化」，其威力與強勁的爆發力足以逼近鬼神（動畫原創）。 ※
技:
- 魔女狩獵（6文字狩獵＆U文字狩獵）:將靈魂波長集中在鐮刀上使斬擊威力增強。
- 6文字狩獵:快速向斜斬擊(可以不用魔女狩獵,單用)
- U文字狩獵:由下向上斬擊,像英文字U.(可以不用魔女狩獵,單用或在用I文字狩獵之後使用作連擊)
- 魔人狩獵（I文字狩獵）
- I文字狩獵:由上向下斬擊,像英文字I.(可以不用魔女狩獵,單用或在用U文字狩獵之前使用作連擊)
- 鬼神狩獵
- 退魔波長
- 魂感知能力

- 噬魂〔ソウル=イーター/ Soul Eater〕（聲：日本：內山昂輝（動畫）；臺灣：何志威；香港：黃榮璋）

本作品男主角之一，第一男主角。
姓氏Eater。原本姓氏伊雲斯。與瑪嘉組成一對組合的少年武器，實體為鐮刀。以酷男作為目標，性格稍為粗暴自我，輕佻怪癖，但是個好人，非常了解摩訶，一直支持並守護著她，雖然有著冷酷的眼神，但是看摩訶的眼神卻相當的溫柔。喜愛吃靈魂。在一次跟古洛那戰鬥時被斬傷，使黑血進入體內。之後，Soul的精神空間出現了一間黑房和一個穿著雙排扣西裝的小鬼（象徵「狂氣」）。如果得到職人的同意，會將職人/工匠變成「狂氣」狀態。雖然黑血擁有很強的力量，但小鬼經常引誘噬魂跟他人進入狂氣，另外要是靈魂共鳴太過強烈會將黑血傳染給他人，所以Soul經常壓抑黑血。不過黑血傳染對其搭檔的摩訶無效，強烈的共鳴期間摩訶會從噬魂那邊傳染到黑血的力量，但是當共鳴結束後摩訶特有的退魔波長會自動消滅體內的黑血。Soul出自音樂世家——「Evans」家族，哥哥是天才小提琴家Wess Evans，噬魂自覺比不上哥哥的才華，且有意逃避音樂家的身分，因而選擇另一條路，為了摩訶和成為死神鐮刀而努力變強。能夠藉由靈魂彈奏鋼琴，用琴聲傳達靈魂波長，配合搭檔摩訶的退魔波長跟高度魂感知能力，不只能夠幫助共鳴連鎖，也能對抗敵人的靈魂波長。
漫畫62話中吃了亞拉克涅的靈魂而成為死神武器。能將摩訶得魂感知與自己的琴聲結合並透過蜘蛛絲的型態無限擴張規模。意外的相當受歡迎，有很多女學生跟他申請想成為搭檔，而自從成為死神武器，申請的人數也跟著增加，最後當然是全部都被拒絕了，在漫畫最後由於死武專與女巫達成和平協議使噬魂成為最後一位Death Scythe。
- BLACK STAR/黑☆星〔ブラック☆スター/ Black Star〕（聲：日本：小林由美子（動畫）；臺灣：馮美麗；香港：張裕東）

本作品男主角之一，第二男主角，14歲。
與小椿組成一對組合的刺客職人，十三年前星族被殲滅後被帶入死武專並被西德領養，從小就認識同樣在死亡之城長大的摩訶，性格上愛出風頭，常常做出突出和誇張動作，性格輕舉妄動，雖然是個笨蛋卻经常骂人是笨蛋，有著強烈的自信以及付諸實現的行動力。可說是死武專的問題學生，經常翹課以及找其他學生決鬥，也常謂了出鋒頭而做出各種行為。靈魂相當任性自我，很難去配合別人，但卻異常重視同伴，會為了同伴的事情而發怒行動。認爲自己是超越神的男人，常說「天上天下，唯我獨尊」，也因此常給自己鍛鍊的壓力。衝動愛亂來，擅長體術，無法感受他人的靈魂但感官敏銳，能夠靠敏銳的聽覺視覺等察覺敵人。擁有強大的靈魂，能直接把波長傳給對手，雖然年輕卻學會「魂威」。是暗殺者一族「星族」的倖存者，所以常被那些被「星族」殘殺過的人怨恨，但本人不會因此煩惱而是努力向前。曾為了獲得力量，而差點往鬼神之道前進，但現已經回到武道上了。
父親名叫「白星/White Star」（已死），和青年的死人曾有一面之緣，與米夫內碰上而被其殺死。
與米夫內決鬥之後變的較為成熟，雖然還是會做出傻事。在漫畫版，第三次與米夫內對戰時勝出並把其殺死（動畫版米夫內沒死），向他承諾不會走上修羅道並成為武神。右肩的星族標記上在這一戰留下了刀傷。
在聖劍詢（遊戲劇情）問下得知喜歡的數字是1（原因是想要第一）。
技
- 魂威
  - 黑暗☆之星衝擊波

- 陷阱星:椿鎖鎌形態時的技能,當敵人到了一定範圍可以將敵人挷起。(VS死人)
- 偽星
- 速星
- 盾星
- 影星（斬無赦）
- 影星:零之型［正宗］
  - 『傳授技─無限』:將影子化為數把刀子，使用米夫內的無限一刀流。

- 影星:壹之型［鏈黑］
- 影星:貳之型［月夜葉］
- 影星:參之型［絕影］
- 影星:肆之型［枝闇］

- 椿〔椿 / Tsubaki〕（聲：日本：名塚佳織（動畫）；臺灣：陶敏嫻；香港：劉惠雲）

本作品女主角之一，第二女主角。
全名「中務椿」。與黑☆星組成一對組合的武器，實體有6種變化形態，為（鎖鎌、忍者刀、煙霧彈、手裏劍、偽星），之後得到哥哥實體「妖刀」的力量，但是變身會快速消耗職人的力量，不能長時間使用。性格和善隨和，不過也會因為重要的事而生氣。是唯一了解黑星的人，覺得跟他在一起非常愉快。姿容端麗身材姣好的日式美女。出身自亞拉克涅製作的魔武器直系一族的「中務家」。由於黑星的成長，身為武器的能力也增強。經常為黑星的行為擔憂或道歉，不論何時何地都陪著黑星。也常擔任調節同伴之間的角色。於魔導書的測驗中測出為最好色。
- 奇多 〔デス・ザ・キッド/ Death the KID 〕（聲：日本：宮野真守（動畫）；臺灣：官志宏；香港：曹啟謙）

本作品男主角之一，第三男主角，13-15歲。
死神的兒子。與莉絲、帕蒂兩姐妹組成三人組的職人。在入讀死武專之前已經是死神，文武雙全的天才。對稱主義是他的美學。過度的完美主義形成性格上的極度的神經質。特別對於左右對稱相當執著，常為此而吵鬧，尤其被人說他頭髮顏色有一部份不同的時候，他會立即昏倒。冷靜聰明，也擁有僅次摩訶的高「魂感知能力」，體術強悍，加上不易受影響的死神體質，非常強大，但是常會因為對稱問題或神經質導致原地踏步或亂來甚至跑回家。戰鬥時必須持兩把槍（以達到左右對稱）。擅長控制靈魂的力量，戰鬥時除了使用武器之外，亦能使用死神體術。頭上的三條白線其實是「三途線」，與死神力量的成長有關聯，目前已有一條連接起來。
漫畫中，在巴巴耶雅城攻略作戰中利用Brew連通頭上一條線，打敗莫斯基德。56話中，被諾亞吸進艾邦之書，他及時把手槍扔掉，所以莉絲和帕蒂沒有被吸進去。漫畫81話中，已經有兩條線連接起來，而且使出了親之七光，直接秒殺諾亞。死神的面具出現裂痕。於漫畫110話，第三條線在鬼神阿修羅的刺激下連接起來，死神死亡，服裝與眼睛出現改變。
※ 在動畫50集時，與鬼神對戰中使出了，THE LINE OF SONS。在聖劍詢問下得知喜歡的數字是8（因為左右對稱）。 ※
技
- 死刑執行模式
  - 死神加農砲

- 死神體術「罪」
- 死神體術「罰」
  - 死神手臂

- DEATH EAGLE-.42
  - 超級黃泉快槍

- 魂感知能力
- 親之七光

- 莉絲〔リズ/ Liz〕（聲：日本：渡邊明乃（動畫）；臺灣：馮美麗；香港：朱妙蘭）

本作品女主角之一，與帕蒂並列第三女主角。
全名「莉絲‧湯普森」。與帕蒂和Kid一組的武器。實體是能與妹妹帕蒂組成一對的單手手鎗，子彈是壓縮使用者的靈魂波長。非常害怕幽靈，她與妹妹本來是被稱為「布魯克林的惡魔」的不良姐妹，與Kid相遇成為她們改變的契機。喜愛美容，十分介意自己的胸部比妹妹的小。弱點是害怕妖魔鬼怪，會因為這樣嚇的臉色發白或哭出來。對妹妹十分保護，也謂她感到自豪。算是三人組中唯一的正常人，經常負責吐槽跟制止另外兩人。出生於美國紐約市布魯克林區。在Kid神經質發作的時候，總是想辦法跟妹妹一起使其振作（不過有時會因為害怕鬼怪而放棄不行動）。在必要的時候會跟妹妹互相撘檔來戰鬥（原因通常是由於Kid臨時跑回家裡確認家中擺設是否左右對稱）。
- 帕蒂〔パティー/ Patty〕（聲：日本：高平成美（動畫）；臺灣：黃珽筠；香港：楊善諭→黃紫嫻）

本作品女主角之一，與莉絲並列第三女主角。
全名「帕蒂‧湯普森」。與莉絲和Kid一組的武器。實體是能與姐姐莉絲組成一對的單手手鎗。她與姐姐本來是被稱為「布魯克林的惡魔」的不良姐妹，與Kid相遇成為她們改變的契機。性格天真樂觀，說話像小孩一般。但在姐姐的要求上，有時會說出異常嚇人的話使Kid脫離自暴自棄的狀態。經常開心的大笑著，喜歡見到有趣的事，常因為Kid的神經質而哈哈大笑，也很調皮。一反其天真樂觀的印象；而有時在忍無可忍的情況下也會以粗暴的言語對待他人。Soul曾形容她在美術方面是天才(在考試中以蠟筆和考卷輕鬆製作出立體造型的長頸鹿)。和姊姊出生於美國紐約市布魯克林區。體術相當強悍，曾被老師評論當武器實在太可惜了。在必要的時候會跟姐姐互相撘檔來戰鬥（原因通常是由於Kid臨時跑回家裡確認家中擺設是否左右對稱）。

### 小隊
龍牙戰士中的小隊：歐克斯、齊力可、金姆，以及其三人的武器搭檔。
- 歐克斯〔オックス/ Ox〕（聲：日本：吉野裕行；臺灣：官志宏；香港：陳卓智）

全名「歐克斯‧佛特」。哈伯的職人，為人冷靜，同時也熱情執著，與齊力可是好朋友。成績優異的智慧型優等生，跟努力型優等生摩訶是念書上的競爭對手，自稱「智匠雷王」。
痴戀金姆，並特意梳兩根像電線的髮型，雖然難以整理，要時常用定型劑，可是卻認為是對金姆愛的象徵而繼續保持現有髮型。即使後來得知金姆為魔女，率直的他依然追求金姆並對其表明愛意。
漫畫版帕帕‧耶加之城攻城戰結束後，他跟金姆之間的關係有所進展。同時他開始留頭髮，有保留兩根電線但不再是光頭，但維持不久很快留光頭。
技:  
- 雷王
- 雷王穿
- 雷王震
- 電光火石（配合齊力可的電光火石變成「雷電交加組合」）
- 雷電交加組合

- 哈伯〔ハーバー/ Harvar〕（聲：日本：羽多野涉；臺灣：陳幼文；香港：梁偉德）

全名「哈伯‧特‧艾克雷爾」。為歐克斯的武器，實體是能發射電擊的長矛雷槍，個性十分冷靜，擁有不被狂氣影響的理智力。因為過於冷靜而會出現有些冷酷的行動也會使同伴嚇到。不過他一直都默默支持著自己的搭檔歐克斯。
- 齊力可〔キリク/ Kilik〕（聲：日本：鈴村健一；臺灣：何志威；香港：巫哲棋）

全名「齊力可‧倫庫」。１３歲，火之壺＆閃電之壺的職人，是甚麼武器都能運用自如的萬能職人，為人衝動而不拘小節，相當熱血熱情。靈魂力量蠻強大，常照顧年齡還很小的搭檔火之壺＆閃電之壺。與歐克斯有深厚的友誼，明白他的想法，並時常鼓勵他積極追求金姆。
技:
- AFX.T（超極限威力鐵拳）
- FFF.火焰石之拳
- 電光火石（配合歐克斯的電光火石變成「雷電交加組合」）
- 雷電交加組合

- 火之壺＆閃電之壺〔ポット・オブ・ファイア＆ポット・オブ・サンダー/ Pot of Fire & Pot of Thunder〕

齊力可的武器，外貌相似的兩名可愛小孩，他們為天真單純愛玩的小孩，畢竟是小孩子，有時候也會在戰鬥或潛入敵方陣營期間給其職人齊力可添麻煩，實體是拳套。為大地祈禱師，能把大自然的悲嘆傳給人們。
PS:於第67話中，他們作為大地祈禱師覺醒時，閃電之壺桑達貌似是女生，火之壺法雅為男生。
- 金姆〔キム/ Kim〕（聲：日本：齋藤千和；臺灣：陶敏嫻；香港：羅杏芝）

全名「金姆‧提爾」。傑可林的職人。外表可愛，喜歡金錢，可是卻為人善良。她的真實身份是狸貓魔女，並擅長重生魔法。其魔法與擁有破壞本能的魔女相反，所以性格上跟普通人一樣的她被魔女排斥。後來隱藏身分成為死武專的學生角燈職人，不斷賺錢存錢的原因就是希望能用金錢打造屬於自己的棲身之所。直到因梅杜莎的關係被識破身份而誤會死武專，投靠亞拉克涅，更被道德淨化機洗腦，後來因歐克斯率直的愛意清醒而重返正途。（動畫中並無播放她逃離死武專一事）。現在跟傑可林一起回到死武專，成為龍牙戰士的一員。已經不需隱瞞身份的她開始利用魔法來幫助同伴。
技:
- 廻旋燈
- CHANGE「PIXY」
- 鎖錘爆彈
- 再生魔法
- 噴火角燈

- 傑可林〔ジャクリーン/ Jacqueline〕（聲：日本：沖佳苗；臺灣：黃珽筠；香港：陳皓宜）

全名「傑可林‧歐‧藍特‧迪布雷」。金姆的武器，實體是魔角燈。能力很方便，除了戰鬥之外還能夠飛行、打信號、取暖等。與金姆的感情很要好，明知金姆是魔女仍不離不棄，並跟隨她逃離死武專，被道德淨化機洗腦，後來被哈伯打昏再用道德淨化機恢復(動畫中並無播放她逃離死武專一事)。現在跟金姆一起回到死武專，成為龍牙戰士的一員。

### 其他學生
- 可樂那 〔クロナ/ Crona〕（聲：日本：坂本真綾；臺灣：黃珽筠；香港：黃鳳英）

魔劍的使用者。梅杜莎的孩子，漫畫第17話和動畫第20話有明確表示為男性。 由於童年就被梅杜莎當成實驗物品來對待，沒有人願意面對他，導致可樂那的性格相當內向，害怕與人溝通，更不願面對別人，對許多事都害怕以及不知所措。梅杜莎將魔劍溶解成黑色液體替換他的血液，因此他流著黑血，能使用「狂氣」狀態。年幼的時候沒有和任何人接觸，性格内向怕事，因為梅杜莎的實驗而變得瘋狂，但其實本性是個不願傷害他人的溫柔的孩子。與摩訶戰鬥後成為朋友，原本是鬼神之卵的靈魂因為摩訶而被淨化。之後與魔劍一起到死武專試學，對他而言，在死武專裏與摩訶以及其他朋友相處的期間非常重要，他尤其珍惜摩訶這個朋友。後來卻被梅杜莎找上，被迫在死武專當間諜。最後離開死武專。
可樂那漫畫版梅杜莎欺騙摩訶，可樂那現在被亞拉克涅抓去做活人獻祭。但是，在后來的漫畫63話，已知可樂那是被梅杜莎帶走，並不在亞拉克涅處。現在已經成為梅杜莎狂氣的實驗品，為梅杜莎戰鬥，在跟黑☆星的戰鬥中念出了曾經相處過的人的名子.顯示其對在死武專的時光仍有記憶.但似乎因狂氣的影響導致意識混亂.對記憶的回想便顯得支離破碎.個人意志方面也表示只有身為母親的梅杜莎想要他.無法與其他人建立信賴而刻意否定和瑪嘉等人的關係.
離開與黑☆星之間的戰場後，可樂那體內黑血不停成長，變得極度殘忍、無情，到處在各地以黑血殺人，更在莫斯科殺害「死神武器」彈札利‧普修卡。到最後因為梅杜莎突然間的「溫柔」而對其失望，親手將母親梅杜莎殺害。雖後來在聖德馬里奧（與摩訶第一次相遇的地方）與摩訶重逢，但可樂那已然失控，無視摩訶的勸導，前往月球，打算得到鬼神。
來到月球後，找到正與諾亞激戰的鬼神，立刻吞噬掉，得到無與倫比的力量。此時，摩訶等人正好趕到，就此展開最後決戰。
在與摩訶的決戰中，因見證摩訶與其父死神之鐮的羈絆，剎那間想起自己親手殺死母親梅杜莎，而心念瞬間動搖，也因此遭體內的鬼神阿修羅趁虛佔據身體，意識反遭其吞噬。
摩訶成功進入鬼神體內後，可樂那因受摩訶的勇氣及信任所感動，重新接納了人性；但為了摩訶，他選擇不與摩訶等人逃出去，利用摩訶帶來的伊波恩之書（歌斐逃離鬼神攻擊時所掉，被摩訶撿去）以及Brew之力量，打算用自身黑血封印鬼神，最後將鬼神與自己一同封印於天空中將月亮整個包起來的巨大黑血球之中。
※ 在動畫版的可樂那從迷惘中選擇離開死武專、也離開梅杜莎，但後來被擔心他的摩訶找回來。因為摩訶溫柔體諒自己的心，下定決心面對自己的母親梅杜莎與其戰鬥，為了保護摩訶而被梅杜莎攻擊成重傷而差點死去，幸好被斯坦救活。最後因為梅杜莎被摩訶的退魔波長殺死，不再被人束縛利用而在內心上得到自由的可樂那，以死武專學生的身分慢慢展現自己真正的一面。 ※
技:
- 悲鳴共鳴
- 血腥刺針
- 血腥飛刀
- 悲觀共鳴α
- 悲觀共鳴β
- 悲觀共鳴γ
- 悲觀共鳴δ
- 黑血披風
- 狂血

- 拉格納‧洛克〔ラグナロク/ Ragnarok〕（聲：日本：姬野惠二；臺灣：陳幼文；香港：劉奕希）

又稱「魔劍」。與可樂那組成一對的武器。作為黑血潛藏在可樂那體內，實體是雙手雙刃的黑刀。為了可洛那變成「狂氣」狀態而創造出來的武器。性格很壞和貪吃，很相當單純好懂，只要有東西吃和有的玩，站在哪一方都無所謂的樣子，很喜歡也常捉弄可樂那，不過對他而言可樂那仍是很重要的存在，甚至有忌妒想與可洛那做朋友的摩訶。因被摩訶的退魔波長淨化而使他縮小，而挫了他的銳氣，對可樂那已經不再那麼囂張跋扈了。名字來自北歐神話的「諸神的黃昏〔Ragnarok〕」。不過現在因梅杜莎狂氣的實驗再度變的巨大凶狠。
- 希洛〔ヒーロ/ Hero〕（聲：日本：下野紘；臺灣：陳幼文；香港：李凱傑）

全名「希洛‧布雷夫」。外表俊俏，卻是死武專中弱的學生，因而時常被同學欺負或指指點點。曾經接受到聖劍的要求而成為其「職人」，成為「勇者Hero」，向其他同學報復、偷窺女生洗澡並自稱爲「神聖的偷窺狂」、抓金姆的胸部，更幾乎被升級為三星職人。然而明明其他條件都無所謂，最後卻因為受不了聖劍不斷打噴嚏這件小事而把他放回石中，自己也被打回原形。

## 死武專校長
- 死神〔死神 / Shinigami〕（聲：日本：大林隆介（廣播劇）／小山力也（動畫）；臺灣：陳幼文；香港：陳永信）

參見#死神的八武眾

## 死神武器 Death Scythe
- 死神之鐮〔デスサイズ / Death Scythe〕（聲：日本：平田廣明（廣播劇）／大川透（動畫）；臺灣：官志宏、何志威（少年）；香港：潘文柏）

本名「史比烈特‧亞爾邦〔スピリット＝アルバーン / Spirit Albarn〕」，曾是斯坦的「武器」，後與摩訶母親組合，現在與摩訶母親離婚，沒有子女的監護權。是摩訶的父親，由於極度好色，所以被女兒摩訶討厭。實際是非常掛念女兒的父親，但總是對女兒不知所措以致鬧出事端。由於布蕾亞而被摩訶誤會為想把她變成「淫亂的女兒」。北美負責人。
在摩訶與黑☆星二人決戰可樂那的同時，武器噬魂、小椿皆被可樂那奪去。此時唯獨留在月球的死神之鐮（其他人因為自由人的魔法而回到地面），挺身而出維護女兒安危，並將自身任由女兒使用，父女倆之間「緣」的深厚，一度讓吞噬鬼神的可樂那招架不住。
- 瑪莉‧穆尼亞〔マリー・ミョルニル / Marie Mjolnir〕（聲：日本：本多知惠子；臺灣：馮美麗；香港：張頌欣）

死神拐子"雷綱"，可透過電流將職人的運動能力發揮到極限，無法長時間使用。大洋洲負責人，右眼戴著閃電標誌眼罩、沒有男人緣、超級路痴。現為死武專教師，擁有治癒、穩定他人靈魂波長的「療傷波長」。在斯坦成為B‧J案的嫌疑犯時，以「被脅持」的理由和斯坦一起離開了死武專，之後和斯坦抓到殺死B.J的兇手賈斯丁，和斯坦回到死武專。參與月面戰爭，與斯坦聯手擊殺賈斯汀，最終話懷上了斯坦的孩子。「妙爾尼爾〔Mjolnir〕」是來自北歐神話雷神的武器「雷神之鎚」。
※ 動畫版當中，瑪莉帶著改邪歸正的可樂那前去梅杜莎所在，打算搶回被其蠱惑的斯坦。到最後使用「療傷波長」治癒斯坦體內的狂氣。※
- 弓梓〔ゆみ あずさ〕（聲：日本：野上尤加奈；臺灣：黃珽筠；香港：黃淑芬）

死神狙擊鎗，有弩和獵槍功能，在10km內只有1mm的誤差，可用「千里眼」看透半徑50m內的一切。東亞負責人，也代替瑪莉兼任大洋洲負責人，黑髮戴眼鏡的亞洲美人。被斯坦他們稱為「委員長之王」、「風紀委員」等，對斯坦和死神之鎌說話有點不客氣。本為名字是來自「徒然草」中的「梓弓」。
- 賈斯丁‧洛〔ジャスティン＝ロウ / Justin Law）

參見#諾亞軍團
- 鐵斯加‧多利波卡〔テスカ・トリポカ / Tezca Tlipoca）

實體為魔鏡。南美負責人。武器化的時候裝備在職人 猿里華的右腳。漫畫60話正式登場，戴著熊的頭套，82話改為鼠頭套。
79話裏被諾亞的收藏品大蟲咬掉半個身體而死，其實是他製造的假象，以方便追蹤賈斯丁。其後被賈斯丁砍下身體，他將自己的靈魂印在鏡子上，並由猴子職人將他帶回死武專，告訴死神大人，鬼神在月亮上。
※ 動畫版尚未登場。※
- 彈札利‧普修卡〔ツァーリ・プーシュカ / Tsar Pushka）

死神魔砲"沙皇砲"。東歐負責人。中年大叔，攻擊力驚人，武器狀態時是裝載在職人的右腳上，搭擋職人體術驚人、擁有退魔波長。被黑血打敗，然後和職人一樣被吞噬於黑血球裏，失救而被隔離。
※ 動畫版尚未登場。※
- 丹格·丁哥

高個黑人，非洲區負責人，本體為"虹之斧"，利用放射的光線折射攻擊。
※ 動畫版尚未登場。※
- 琴·加蘭

布帶纏頭的造型，西亞區負責人，本體為一盞神燈，從神燈裏放出一個巨人魔神進行攻擊，職人是一位叫左邦德圍著面紗的少女。
※ 動畫版尚未登場。※

## 死武專職員
- 斯坦〔シュタイン/ Stein〕（聲：日本：宮本充（廣播劇）／內田夕夜（動畫）；臺灣：陳幼文、陶敏嫻（少年）；香港：黃啟昌→陳欣）

全名「弗藍肯‧斯坦」。曾是史比利特組成一隊的職人，是死武專的老師。被稱為死武專最強的職人，他能直接以靈魂波長攻擊對方，就算沒有武器也有相當的戰鬥力，智力高超，而且擁有優秀的觀察和對應力。只要稍微對生物有好奇心，就會想肢解他，是個標準的「解剖狂」，除了青蛙老鼠之類的，甚至受保護動物，都會成為他的刀下亡魂，常常「ヘラヘラ」地笑。他身穿白袍，頭上有一顆螺絲，常常會去轉動(調整)，就像科學怪人一樣，常坐在椅子移動。與史比利特一組時，常趁史比利特睡覺時拿他做人體實驗（長達５年之久）。最早發現梅杜莎是魔女，當阿修羅覺醒後，中了梅杜莎的陷阱，被「狂氣」重度感染，因為被懷疑殺死B‧J所以和瑪莉離開了死武專，後來和瑪莉抓到殺了B‧J的兇手賈斯丁，現在和瑪莉回到了死武專。
在月面作戰當中，與瑪莉聯手之下成功擊殺賈斯丁，後被自由人以「空間魔法」傳送回地面，以免遭到已吞噬鬼神的可樂那之狂氣侵襲。
※ 動畫版當中，由於狂氣的重度感染，一度被梅杜莎成功蠱惑，暫歸其陣營。後在瑪莉的「療傷波長」之下回復正常，清醒後立即與摩訶聯手，消滅梅杜莎 ※
技:
- 魂威
  - 二掌魂威 雙槍
  - 連掌魂威 参極『魏』『吳』『蜀』

- 實驗靈體
- 魂絲縫合
  - 魂絲擴散縫合
  - 拔絲

- 死人老師〔シド/ Sid〕（聲：日本：赤城進（廣播劇）／木村雅史（動畫）；臺灣：官志宏；香港：梁志達）

全名「死人‧巴雷特」。死武專教師，死後被斯坦博士改造為僵屍。將「靈魂波長」壓縮製成十字型墳墓當作武器。經常受死神的命令出差。肩膀有一個死字的刺青。口頭禪是「我就是這樣的男人」(變成僵屍依然如此)
技:
- 死人x奈古絲靈魂共鳴 - 強制土葬

- 奈古絲〔ナイグス/ Nygus〕（聲：日本：野田順子；臺灣：陶敏嫻；香港：林芷筠）

全名「美拉‧奈古絲」，死武專保健老師，死人的「武器」，實體是短刀，身上常常像木乃伊一樣綁滿繃帶。
- B‧J（聲：日本：斧アツシ；臺灣：何志威；港：伍博民）

全名「Joe Buttataki」。瑪莉的前男友，也是死武專的內部調查官，擁有極強的「魂感知能力」，並藉由此能力得知別人有沒有說謊。後來能打破魔女的「靈魂護罩」，感知魔女的存在，可是卻於此時被賈斯丁殺害。為大洋洲支部技術開發部顧問，通稱「打田鼠的B‧J」。
※ 動畫版始終健在，但身分上從內部調查官變成整理Death City的零件的機械工程師，而且似乎沒有「魂感知能力」？ ※

## 死神的八武眾
800年前與死神一起戰鬥的人。漫畫中包括死神、阿修羅、伊波恩、關在伊波恩之書中的黑色物體、石中聖劍（關在伊波恩之書中的黑色物體與奇多提起過），另外三人被阿修羅吃了，共8个人，都是俗稱的「舊支配者」。
- 死神〔死神 / Shinigami〕（聲：日本：大林隆介（廣播劇）／小山力也（動畫）；臺灣：陳幼文；香港：陳永信）

人稱「死神大人」。死神的八武眾成員。象徵「規律」的狂氣舊支配者。作為死武專的最高人物。Death The Kid的父親。他的靈魂巨大得足以包圍整個城市，因為以靈魂封印了第一代鬼神，使得靈魂和Death City連為一體，因此無法離開Death City一步。從前他的確相當可怕，戴的面具也的確讓人感到像「死神」一樣可怕(面具類似人體的面顱)，但因為會弄哭孩子而改為現在的面具，而性格和語調也變得十分調皮（不過生氣的時候也會變回從前那樣的可怕）。本名直接稱呼「死神」，其他全部不明。漫畫110話，奇多的黃泉三徒線第三條線在鬼神阿修羅的刺激下連接起來，死神死亡。
※ 在動畫版第四十七集，利用「Brew」將Death City變化成超巨大的機器人，和蜘蛛恐怖一較高下；並將鬼神捉入死神房間內，決議要將鬼神消滅。但最後爲了保護在旁觀戰的奇多等人而利用身體擋下了鬼神的攻擊而身負重傷，爾後並無大礙。而奇多的黃泉三徒線全連起來時，死神並沒有因此死亡。 ※ 
- 阿修羅〔あしゅら/ Asura〕（聲：日本：古川登志夫；臺灣：官志宏、何志威、陳幼文；香港：陳廷軒）

第一代「鬼神」，死神的前八武眾成員。象徵「恐怖」的狂氣舊支配者。因恐懼而渴求力量，收集活人的靈魂，而誤入歧途。本來被死神封印於死武專地底，卻被艾璐卡於誤打誤撞的情況下注入黑血而復活，現時不知去向，同時令世界步入「狂氣」危機。初次登場時被評價為「全裸的變態」，而他自己也相當贊同這句話。
武器是金鋼杵（佛教的一種法器）。
死神稱他「最強的膽小鬼」，因為不信任任何人，最後甚至連自己的武器都不信任，所以將自己的武器吃了，並開始狩獵「死神名單」外的其他人。
被摩訶查覺到藏身於月亮深處，進而引發所謂的「月面之戰」，成為死神、魔女的共同敵人。可樂那則是以吞噬鬼神為目的登上月面。
被可樂那吞噬後，在可樂那因為想起手刃親母的事情而意志動搖之際，趁機奪取其意識，占據其身，緊接著持續與摩訶等人激戰。
第108話時聲稱奇多是自己的弟弟，說自己是死神為成為規律之神而捨去恐懼而形成的。
※ 動畫版則是被摩訶以拳頭注入與「狂氣」相反的「勇氣」而毀滅。 ※ 
- 伊波恩〔エイボン/ Eibon〕（聲：日本：加瀨康之；臺灣：何志威）

神秘的魔導師。死神的八武眾成員。象徵「智慧」的狂氣舊支配者。研發了許多死武專、美杜莎和蜘蛛恐怖所爭奪的魔道具，包括「Brew」；此外也有留下「伊波恩之書」及其殘頁，收藏於死武專內的地下秘密保管庫和諾亞手中。伊波恩似乎和死神有一定的關係，而恐怖蜘蛛的人也曾說過伊波恩和死神是一樣的。
- 石中聖劍〔エクスカリバー/ Ex calibur〕（聲：日本：子安武人；臺灣：何志威；香港：李錦綸）

死神的八武眾成員。象徵「憤怒」狂氣舊支配者。有天崩地裂之能的傳說神劍，其傳說始於十二世紀，傳說能夠從地面把劍拔出來的人，就會成為永遠被傳頌的勇士，以前曾經有得到神劍的勇士成為王者，它是放在英國島北部的妖精樂園「悠久洞窟」之內的。實際上其傳記《Excalibur》這本書的作者就是它自己，寫的是自己的威水史。
但其的確是世上最強的武器之一，是所有魔武器的原型（伊波恩和死神從他獲得啟發開始研究魔武器），斯坦的形容是：「得到它的人會長出發光的翅膀，擁有瞬間移動的能力。揮一揮劍就可以切斷空間。」。本來武器和職人之間的靈魂波長需要互相吻合才能配搭的，但石中劍意外地和能和大多數人的波長合得來，反而是性格上的問題令人配合不了。當化成人型時是個戴著高帽，拿著手杖的奇怪生物貌，口頭禪是『笨蛋！』，喜歡自說自話，問了問題不聽回答（經常先問對方喜歡的數字是甚麼？然後不管對方回答甚麼都會直接用「笨蛋！我的傳說是從十二世紀開始---」打斷），因此大部分的人都一致對他評論『煩死了！』而受不了。要做它的職人要遵守1000條他訂的事項，例如：第452條是「每天必須要參加它的5小時朗讀會」，結果人們往往因為不能和它相處而放棄。
破壞力真的相當強大，甚至能讓空間出現裂縫，為了和死神一起旁觀月面戰爭讓自己變得像飛彈在死武專屋頂轟出一個大洞。和死神是舊識，同時也知道死神是前任的「規律」狂氣支配者。
在漫畫版32.5章短篇中短暫的成為希洛的武器時展現了石中聖劍的強大之處
技:
- 光之翼:可以在自己或職人身上長出巨大的光翼，使用者可以飛行並且以極度高速移動 （原本非常弱的希洛在使用此技能後連EAT班最快的Black Star都追不上）
- 瞬間移動:使用者可以在極短的時間內以接近光速的速度移動，在普通人的眼中就如同瞬間移動一般憑空消失並移動到別的地方。
- 空間裂縫:Excalibur的斬擊可以劈開空間，並可以藉此進行移動，透過此技巧聖劍可以輕鬆的闖入平常死神所居住的死之室。
- 希洛原子彈:被希洛使用時所放出的絕招，產生的爆炸一擊便將前來挑戰的Black Star ,Kid ,齊力可三人擊倒

- 黑色物體

被關在伊波恩之書中的黑色物體。死神的八武眾成員。象徵「力量」的狂氣舊支配者。
- 金刚杵

死神的八武眾成員。狂氣舊支配者。
已被阿修羅吃掉。在漫画版和TV版也曾出现过。从口中伸出，射出红色射线，威力很强。
- 不明人士

死神的八武眾成員。狂氣舊支配者。
已被阿修羅吃掉。
- 不明人士

死神的八武眾成員。狂氣舊支配者。
已被阿修羅吃掉。

## 策劃第一代鬼神復活派
- 梅杜莎〔メデューサ/ Medusa Gorgon〕（聲：日本：桑島法子；臺灣：馮美麗；香港：許盈）

全名「Medusa Gorgon」，名字來源為希臘神話故事中的蛇髮女妖梅杜莎。由蛇變化而成的魔女，也是黑血的研究者，並注入黑血到可樂那體內作黑血研究。個性陰險、詭計多端，將魔法蛇放進艾璐卡的體內，威脅艾璐卡替她做事。為了觀察職人、武器和死武專的架構而混入死武專當保健老師。後來救出「魔眼之男」當同伴協助她參與復活第一代鬼神阿修羅的行動，成功令阿修羅復活，间接令亚拉克涅复活以及世界处于狂气氛围。因大意而被斯坦和死神之鎌打敗，只好苟延殘喘的製造出蛇分身，附身於一個小女孩身上。梅杜莎和亞拉克涅是姐妹，並於多年前出賣了對方。
主要能力是使用矢量箭，數量和破壞力都相當驚人，缺點是間隙容易被掌握。另外就是操縱三度空間的矢量，能夠使功產生加速度增加物理破壞力，另外還能甩開物體。
據梅杜莎所說，亞拉克涅抓走了可樂那，而令梅杜莎主動向死武專投降，並成為攻打帕帕‧耶加之城之戰的統帥，現在則佔據姐姐亞拉克涅的身體。
在漫画87话，因為可樂那完成了90%的黑血研究而對他溫柔，卻因為「溫柔」而被可樂那殺死。臨死前的梅杜莎露出險惡的笑容，並稱讚可樂那終於拋棄掉所有的感情而完成了黑血。
※ 動畫版第45集中，梅杜莎被摩訶利用「退魔波長」將之擊倒。在死前告訴摩訶等人退魔波長雖殺得死她，但無法殺死鬼神。※
技:
- 矢量箭
  - 矢量板
  - 矢量箭風暴

- 魔術公式
- 右手靈蛇
- 尾靈蛇

- 可樂那 〔クロナ/ Crona〕

參見#其他學生
- 拉格納‧洛克〔ラグナロク/ Ragnarok〕

參見#其他學生
- 艾璐卡（聲：日本：福圓美里；臺灣：黃珽筠；香港：楊善諭→黃紫嫻）

港譯：艾露嘉，全名「艾璐卡‧弗洛葛〔エルカ=フロッグ/ Eruka Frog〕」。由青蛙變化而成的魔女，因看不慣美杜莎的作風，所以在魔女集會的時候與米茲尼出面警告美杜莎，卻大意被美杜莎植入了無數條蛇在體內，為了活命只好屈服於美杜莎，替她做事。阿修羅成功復活和美杜莎被斯坦打敗後，以為可以自由了，卻空歡喜一場，又被美杜莎再度找上門。
被Black Star討罰梅杜莎期間抓到，送回死武專被強迫演算「波伊恩之書」的抄本。這期間內因為梅杜莎死亡，所以得知體內的蛇已全部消失。
之後被死神指認和奇多一行人到魔女界交涉。爾後參與月面之戰，在戰役當中所運用的「魔法推算」成為強大的助力。
- 自由人（魔眼之男）〔フリー（魔眼の男）/ Free (the man with the demon eye)〕（聲：日本：西凜太朗；臺灣：陳幼文；香港：葉振聲）

魔女監獄的13號囚犯「魔眼之男」。擁有不死之身的狼人，因奪走了魔婆的左魔眼而被囚禁。因為被關了200餘年連名字都忘記了，為了慶祝被美杜莎救出、恢復自由之身，因而自行命名為「自由」。效忠於梅杜莎。
本身因為狼人體質力量非常強大，再加上得到大魔婆的左眼能夠操縱空間和冰凍魔法。但腦袋卻分常遲鈍，還是名大路癡。
比起梅杜莎，他更感謝的其實是艾璐卡，雖然打算潛入死武專前去搭救艾璐卡，但因為個頭太顯眼馬上被逮。
月面上和大魔婆合作，協助死武專一同對抗鬼神，「時空間魔法」成為強大的輔助力。
技:
- 冰錐體
  - 冰柱體

- 鬥狼拳
- 魔眼炮
- 狼尾壁
- 空間魔法 - 無干涉領域
- 空間魔法 - 影像傳送

可以把自由人本人的影像映射到設定的場所的一種魔法
- 米茲尼〔ミズネ/ Mizune〕（聲：日本：牧口真幸；臺灣：陶敏嫻）

六姐妹總稱，由老鼠變化而成的魔女，分開時只會吱吱叫，極具家庭意識，但艾璐卡通稱他們為米茲妮。其中長女因看不慣梅杜莎的作風，所以在魔女集會的時候與艾璐卡出面警告梅杜莎，卻無辜死了。後來因艾璐卡被要脅，只好瞞騙其他五個妹妹——死去的長女是被死武專的人殺死，因而為梅杜莎做事。幾隻疊在一起會變成一個會說人話的美女，變成的女性的年齡由疊在一起的老鼠的數量而定(在動畫21集，5隻在一起變成了一個成熟的短髮美女，而漫畫53集中3隻在一起，變成的女孩的樣貌比動畫21集的米茲妮年輕)。

## 恐怖蜘蛛
- 亞拉克涅〔アラクネ/ Arachne〕（聲：日本：根谷美智子；臺灣：馮美麗；香港：曾佩儀）

全名「Arachne Gorgon」，名字來源為希臘神話故事中的織布者亞拉克涅，也是神話中的第一隻蜘蛛。魔武器之母，也是恐怖蜘蛛的首領，梅杜莎的姐姐。她在800年前利用擁有變身能力的魔女靈魂，製造出可以從人類變為武器的魔武器（不過有關魔武器的理論，最早是由伊波恩以聖劍為藍本而發明的），其中一個分支就是「中務家」。為了製造魔武器，她殘殺魔女因而遭到死神和魔女族人的追殺。最後，她在被死神追趕至走投無路之際，分解身體為無限的蜘蛛，散佈於世界不同的角落，並將靈魂寄存於泥人中得以保存性命。因「鬼神」所散發的狂氣再現而復活，開始製造魔道具，被使用退魔波長與黑血的摩訶擊敗，身體被梅杜莎佔據，靈魂被噬魂吃了，而動畫版則是在48話被阿修羅所殺。
- 索爾〔ギリコ/ Krieg〕（聲：日本：神奈延年；臺灣：官志宏；香港：梁偉德）

參見#諾亞軍團
- 摩司基德〔モスキート/ Mosquito〕（聲：日本：稻垣隆史；臺灣：陳幼文；香港：葉振聲）

亞拉克涅的管家，能自由變回多年前的身體狀況。自從800年前亞拉克涅消失後，便開始經營起龐大的蜘蛛恐懼，準備迎接亞拉克涅的復活。可回復到100~800年前的姿態，100年前最硬、200年前鼻子最快、400年前最多、800最強，卻被諾亞輕易擊敗而喪命。（似乎是吸血鬼）其名子的羅馬翻譯是「蚊子」，也有可能是來自葡萄牙文的「mosqueio」(意思一樣是蚊子)。
- 安琪拉〔アンジェラ/ Angela〕（聲：日本：齋藤彩夏；臺灣：黃珽筠；香港：何璐怡）

全名「安琪拉‧雷恩」。天真無邪的小魔女，受米夫內保護，米夫內消失後則由死武專保護。（頭上的帽子似乎是蠑螈）
- 米夫內〔ミフネ/ Mifune〕（聲：日本：津田健次郎；臺灣：官志宏；香港：陳廷軒）

被稱為「劍神」，因愛好小朋友而成為小魔女安琪拉的保鏢，甘願為其獻出生命，且擁有等同於99個人類靈魂的「強韌靈魂」，必殺技是無限一刀流。米夫內曾說自己有朋友落在恐怖蜘蛛手上，且加入恐怖蜘蛛並未違反保護安琪拉的原則，而加入恐怖蜘蛛，被黑暗☆之星打敗後死亡。動畫版中被黑暗☆之星打敗後沒死，轉而加入死武專。

## 諾亞軍團
- 諾亞〔ノア/ Noah〕

獲得伊波恩之書而自詡伊波恩的魔導師，實力深不可測。於帕帕‧耶加之城攻城戰中，將兵力調離亞拉克涅，並輕而易舉地擊敗變身成八百年前的摩司基德和持有「BREW」的奇多，並將Kid納入他的收藏品中。有在進行製作魔道具的實驗。打算將包含鬼神在內世界的所有的一切都成為他的收藏品。認為世界都是他的收藏品，他認為沒價值的收藏就消失。摩訶的靈魂也是他的收藏目標。目前和梅杜莎是敵對關係。81話被KID以「親之七光」轟殺。後來從書裡出現另一個他。
本體似乎是伊波恩之書用「貪婪」一章所幻化的人形，於戰死後再由伊波恩之書用「憤怒」一章化為諾亞。
個性冷酷，對於所求之物常常用殘忍方式掠奪。對於歌斐抱持利用的關係，有問題的道具幾乎會先找他來試毒。
用「憤怒」之章復活後的諾亞個性變得大咧咧的，行為常常缺乏思考而且易怒，和歌斐的關係變得像大哥和小弟。
爾後潛入月球內部尋找鬼神，遇見之前交戰過的死人，但似乎沒記憶了。死人覺得他們根本就是來亂的。
在月球深處發現鬼神，諾亞想靠著「BREW」加持的伊波恩之書擊敗鬼神並吸收之，僵持之際遭亂入的可樂那連同鬼神一併吞噬，但一下子又馬上把諾亞吐出來。
鬼神反吞噬可樂那之後，吐出其他五個章節（色慾、暴食、嫉妒、驕傲、怠惰）的諾亞，連同「憤怒」的諾雅從此與歌斐同行。
技:(都是諾亞收藏在伊波恩之書的收藏品)
- 蠍尾魔獸
- 誘惑的暗礁
- 巨人的剃刀
- 嚴選的小精靈
- 雙頭犬
- 米開朗基羅一五○四年的作品，「大衛」雕像
- 獨眼巨人
- 恐怖惡龍

- 歌斐〔ゴフェル〕

跟隨諾亞的新人，他忠實效忠諾亞，稱諾亞為「諾亞大人」
本身有被虐狂傾向，以成為諾亞的收藏品為目標。
親眼目睹諾亞被奇多以「親之七光」消滅，趁其他人沒注意搶下伊波恩之書就此逃亡
迷戀上「憤怒」的諾亞，常常附和他的脫線行為。目前與諾亞一起在月球尋找鬼神。
最後決戰後，從此帶著鬼神吐出的六個諾亞漂泊。
- 索爾〔ギリコ/ Krieg〕

魔鋸，是不需要職人的武器，擁有著八百年累積而來的殺氣波長，憎恨規律，見不慣世界的規律。將記憶與靈魂保存轉移給自己的後代，持續八百年活著，現在的身體似乎不是原來的身體，使得他無法真正全力作戰。喜好女色。
漫畫版在亞拉克涅被摩訶殺死之後，加入諾亞的陣營。在伊波恩之書中與摩訶的戰鬥中替換了女性的身體（因為原本的身體已經破破爛爛）。後來因為對摩訶釋放強烈的八百年殺氣波長打算殺了她，反而使自身靈魂承受不了，最後靈魂被自身的八百年殺氣波長撕裂而自滅。
技:
- 鋸腿1速
  - 2速
  - 3速
  - 鋸腿3速-虐殺風潮

- 賈斯丁‧洛〔ジャスティン＝ロウ / Justin Law）（聲：日本：藤田圭宣；臺灣：何志威；香港：梁偉德→李致林）

死神武器之一，歐洲的負責人，穿著和神父一樣。13歲就不依靠職人獨力成為了Death Scythe，是歷史上最年輕的Death Scythe。現年17歲。實體為斷頭台。是個獨行俠，即使沒有職人也能戰鬥。可以利用禱告來增強靈魂波長。雖然常聽著音樂而聽不到別人的話，但他懂得讀唇語，可是往往沒看到或是解讀錯誤(不知是否為刻意)。有「和噪音一起出現的行刑者」稱號。
漫畫版裡殺死B‧J的兇手，受到了狂氣的感染.但具體感染時間不明，據斯坦博士所言.是因為孤獨的賈斯汀除了對規律的信仰之外一無所有.因此被看不到在完成自己貫徹規律的職責後的未來的恐懼擊垮而墜入狂氣.其中一技「捍衛律法的銀槍」在「B壹」（作者另一作品）中的七海陽平使用的槍名字相同。
漫畫版和索爾一同加入諾亞的陣營，實際上他只是利用諾亞來得知鬼神的行蹤。
被「誘死者」特斯卡‧托裡伯卡視為好友，兩人相處的畫面都是一副賈斯汀似乎在靜靜地聽特斯卡暢所欲言的樣子。但實際上卻因為自己戴著耳機，而對方戴著頭套無法讀唇而沒有接收到對方的好意
與迪斯卡·特里波卡交戰時左邊臉頰與左肩上被高熱光束燒毀。在月面戰爭時被斯坦博士與瑪莉用雷綱所殺。

## 其他
- 布蕾亞〔ブレア/ Blair〕（聲：日本：笹本優子（廣播劇）／加藤英美里（動畫）；臺灣：馮美麗；香港：梁少霞）

法力高強的貓（非魔女），能變成性感的貓女，摩訶跟噬魂為她的飼主，有九個靈魂（有一個被噬魂誤食，但不知道後來是否有歸還），常穿著魔女裝扮並且佩戴的帽子Zuwan也能進行攻擊。喜歡南瓜的字句。與摩訶跟噬魂的相遇，起於一場雙方都想解決對方的戰鬥。布蕾亞被摩訶和噬魂誤以為是魔女而成為狩獵的對象，而她剛好也對能變成鐮刀的噬魂很有興趣，想解決摩訶奪過來，一開始噬魂和摩訶都屬於被打壓狀態，最後因為噬魂假裝拋棄摩訶，藉機靠近布蕾亞而與摩訶一起勉強地打敗布蕾亞。在布蕾亞敗給他們後以貓的原形現身。後來因為對噬魂仍很有興趣，就跟著他們，變成寄住摩訶與噬魂家中，甚至跟他們的感情變的很好，結果不知不覺摩訶跟噬魂成為布蕾亞的飼主（他們雙方自身都認同）。布蕾亞是一隻自由的貓，在家常色誘噬魂，因為喜歡看噬魂有趣的反應，但這點常使摩訶不高興。布蕾亞也喜歡跟摩訶玩或撒嬌，常看到她以貓的原型跟在摩訶身邊（站在她肩上頭上或趴在她膝上），在Death City中的甜蜜蜜酒吧打工，也會上街逛逛，多數是去跟對她很好的魚店老闆要魚吃，她是街上人們的偶像。喜歡湊熱鬧，時常抱怨不能與噬魂到死武專上課。實力神秘，曾不必變成人形並以一己之力打敗五只老鼠魔女。因為喜歡南瓜所以在貓原型的時候也帶著南瓜型的項鏈，能乘坐南瓜飛行。另外她喜歡吃摩訶煮的魚料理。有時會幫助摩訶和噬魂的戰鬥，甚至協助死武專，意外的很可靠。使用魔法的咒語是Pumpkin Pumpkin。
技：
- 南瓜炮（ハロウィン砲）

從掌中發出南瓜飛炮
- 南瓜扣殺（スマシングパンプキン）

在敵人上方發出，於雙掌間發出巨型發亮的南瓜壓傷敵人
- Zuwan（ズワン）

帽子上端變成拳頭形狀，可以攻擊或干擾敵人。
- 飛天南瓜

布蕾亞飛行的手段。
- 變身（へんしん）

布蕾亞變成貓或人形的手段，變身時周圍會產生粉紅色煙霧。
- 萬聖節大砲

- 小鬼（聲：日本：大塚芳忠；臺灣：官志宏；香港：陳永信）

穿著雙排扣西裝的小惡魔，狂氣的象徵，由於住在噬魂心中，對於噬魂的一切瞭若指掌。在動畫第50回被噬魂吞噬。
- 中務正宗〔中務正宗/ Masamune〕（聲：日本：土田大、下野紘（幼年）；臺灣：官志宏、何志威（幼年）；香港：劉奕希）

全名「正宗」。椿的哥哥，為了追求終極的武之道放棄了感情進入鬼神之道，即使如此仍不能面對椿，最後被擊敗還是回到了人之道，並將「妖刀」的能力傳授給了椿。
- 道化師

相當於中文的「小丑」，正體是鬼神阿修羅的狂氣，企圖侵入摩訶，卻反而讓摩訶因戰勝恐懼而使出「魔人狩獵」，被摩訶擊倒，在回收靈魂時，靈魂自動毀滅。
道化師不只一個，尤其是在月面上的道化師更是數量繁多。月面上的道化師可以吸收鬼神的狂氣令自己不斷復活，但這方法已經被魔女的「靈魂防護罩」破解。
- 徘徊的荷蘭人〔さまよえるオランダ人/ Captain Niddhogg〕（聲：日本：松本保典；臺灣：陳幼文）

鬼神阿修羅的崇拜者，在黑海操控鬼船收集善人的靈魂，但收集已久的靈魂不但沒有獻給鬼神，反被古洛那全部吸收。後與道化師一起行動，討厭被脫帽子。最後為奪回被布蕾亞搶走的帽子而中了陷阱，按下「工場自爆按鈕」而消失。
- 中務三十郎

椿和正宗的父親，知道兒子已成為妖刀的事。與妻子相當喜愛作為女兒職人的黑星。
- 蕾秋

被美杜莎附身的五歲小女孩。動畫中因為摩訶的退魔波長驱走并消滅梅杜莎的附身，但没有交代蕾秋去向；漫畫則是梅杜莎主動離開附身到亞拉克涅的身體。由於梅杜莎的離去，已經回到了家人身邊。
- 愛麗莎﹠莉莎

蝴蝶魔女和螢火蟲魔女，布蕾亞的同事。她們跟金姆一樣隱藏魔女的身分居住在Death City，並在甜蜜蜜酒吧工作。在性格上也像金姆跟普通人一樣，並沒有大部分魔女追求破壞的行為。在死神大人的條件之下，為了繼續在Death City的甜蜜蜜酒吧工作，因此協助死武專。
目前正參與月面戰爭。
- 大魔婆

魔女的領導者，擅長空間魔法，將魔女界包覆在她扭曲的空間內避免被人發現。是魔女中最備受尊敬的大賢者和領導者。
個頭小小的，全身被披風包住，左邊的劉海有「1/2」的字樣。不知道會不會說話，只會發出「喵嗚」的奇怪叫聲。
魔力非常強大，將全體的魔女送到月球上空和死武專參與「月面戰爭」。
在鬼神臨死前最後一搏，以狂氣包覆整個月亮欲拼個玉石俱焚之際，大魔婆以空間魔法救出原本來不及逃離月亮的人（死神之鐮、死人老師等人）。
1. ↑  . Soul Eater Wikia.   [2015年2月9日]. （原始内容存档于2015年2月9日） （英语）.
2. 1 2  . Atsushi Ohkubo's Twitter.   [2015年2月9日]. （原始内容存档于2015年11月7日） （英语）.